# Hắc Long (thần thoại)
Đối với các định nghĩa khác, xem Hắc Long.

Hắc Long

Hắc Long (tiếng Trung: 黑龍) hay Rồng đen là một sinh vật huyền thoại được đề cập trong thần thoại Trung Hoa. Theo như miêu tả thì rồng có màu đen nên được gọi là Rồng đen. Trong văn hoá Á Đông, rồng được coi là biểu tượng cho sự may mắn, sứ giả của các vị thần. Nhưng riêng Rồng đen thì bị coi là hiện thân của cái ác vì khi chúng xuất hiện thường mang tai ương đến cho nhân gian. Chúng luôn có quan hệ đối nghịch với Rồng trắng. Những con rồng đen luôn sợ ánh sáng cho nên chúng thường sống ở những vùng nước sâu dưới đáy biển và chờ đến khi trời tối chúng mới bắt đầu xuất hiện.